# Ioana Nicolaie
Ioana Nicolaie (n. 1 iunie 1974, Sângeorz-Băi, România) este o scriitoare din România.

## Biografie
Ioana Nicolaie s-a născut în Sângeorz-Băi. După absolvirea liceului „George Coșbuc” din orașul Năsăud, a devenit studentă la Facultatea de Litere a Universității din București, pe care a absolvit-o în anul 1997. În 1998 a finalizat cursurile de masterat ale aceleiași facultăți. După absolvire a lucrat în presă și în domeniul editorial (a colaborat ca redactor la editurile Humanitas, Casa Radio, Polirom și Paralela 45). Este jurnalistă (colaborează la Tribuna învățământului), profesoară de literatură și predă scriere creativă. Ține ateliere de creativitate pentru copii. Vreme de câțiva ani a moderat Campionatul poveștilor la Librăria Humanitas de la Cișmigiu. Este membru fondator și director general al Fundației Melior prin care derulează din 2014 proiecte educativ-umanitare. A realizat mai multe  Biblioteci Melior. Este membră a Uniunii Scriitorilor din România și a PEN România. 

## Opere
A debutat editorial cu volumul de versuri Poză retușată, Editura Cartea Românească, 2000, în urma unui concurs de debut. A fost inclusă (cu numele Ioana Vlașin) în volumul colectiv Ferestre 98, Editura Aristarc, 1998 și în volumul experimental "40238 Tescani", Editura Image, 1999, ambele nominalizate pentru premiile ASPRO. A apărut și în antologia Generația 2000, Editura Pontica 2004.
Poezii:
- Poză retușată, Editura Cartea Românească, 2000
- Nordul, Editura Paralela 45, 2002. Volumul a fost nominalizat pentru premiul ASPRO
- Credința, Editura Paralela 45, 2003. Volumul a fost nominalizat la Premiile Asociației Scriitorilor din București
- Cenotaf, Editura Paralela 45, 2006
- Autoimun, versuri, Cartea Românească, 2013. Nominalizat la Premiile Radio România Cultural. A câștigat Premiul „Cartea Anului” al USR;
- Lomografii, antologie, Editura Humanitas 2015;
- Noctiluca, Editura Vellant 2023;

Romane:
- Cerul din burtă, Editura Paralela 45, 2005. Nominalizat la Eastern European Literature Award, premiu dat de Bank Austria Creditanstalt și KulturKontakt Austria în cooperare cu Wiesser Verlag;  Ediția a doua a apărut la Polirom în 2010;
- O pasăre pe sârmă, roman, Polirom, 2008; ediția a doua: Polirom, 2015;
- Pelinul negru, roman, Humanitas, 2017; Premiul Revistei Ateneu 2017; Cartea Anului conform ”Cititorul are întotdeauna dreptate” 2018; nominalizat la Premiile Radio România Cultural pentru Cel mai bun volum al anului 2017, la Premiile Observator Cultural și la Premiul Național de Proză ”Ziarul de Iași”; opt nominalizări la cele mai importante premii literare;
- Cartea Reghinei, Editura Humanitas 2019; Premiul Radio România Cultural 2020; Premiul Național de Proză Ziarul de Iași 2020; Premiul Agenția de Carte 2020; Premiul Observator Lyceum 2020;
- Tot înainte, Editura Humanitas 2021;
- Miezul inimii, Editura Humanitas 2022;
- Drumul spre Soare-Răsare. București: Editura Humanitas, 2024, ISBN 978-973-50-8668-8
- Literatură pentru copii:

- Aventurile lui Arik, carte pentru copii, Corint Junior, 2008;
- Arik și mercenarii, carte pentru copii, Editura Arthur 2013;
- Ferbonia, roman pentru copii, Editura Arthur 2015;
- Arik, carte pentru copii, Editura Arthur, 2017;
- Vertijia, fantasy SF pentru copii, Editura Arthur 2018;
- Călătoria lui Medilo, volum pentru copii, Editura Cartier 2018;
- Spionul Kme, roman pentru copii 10+, Editura Arthur, 2019;
- Cum am supraviețuit clasei a VIII-a, roman, cu pseudonimul Robert Ersten, Editura Arthur 2019;
- Cum să spui te iubesc, roman, cu pseudonimul Robert Ersten, Editura Arthur 2020;
- Salvarea lui Onux, Editura Arthur, 2022;
- Zmeu Robot, Editura Arthur, 2023.

Antologii:
- Generația 2000, Editura Pontica 2004;
- Cartea cu bunici, coord. de Marius Chivu -  Gabriela Adameșteanu, Radu Afrim, Iulia Alexa, Adriana Babeți, Anamaria Beligan, Adriana Bittel, Ana Blandiana, T. O. Bobe, Lidia Bodea, Emil Brumaru, Alin Buzărin, Alexandru Călinescu, Matei Călinescu, Daniela Chirion, Livius Ciocârlie, Adrian Cioroianu, Alexandru Cizek, Andrei Codrescu, Denisa Comănescu, Radu Cosașu, Dana Deac, Florin Dumitrescu, B. Elvin, Cătălin Dorian Florescu, Filip Florian, Matei Florian, Șerban Foarță, Emilian Galaicu-Păun, Vasile Gârneț, Cristian Geambașu, Dragoș Ghițulete, Cristian Ghinea, Bogdan Ghiu, Stela Giurgeanu, Adela Greceanu, Bogdan Iancu, Nora Iuga, Doina Jela, Alexandra Jivan, Ioan Lăcustă, Florin Lăzărescu, Dan Lungu, Cosmin Manolache, Anca Manolescu, Angela Marinescu, Virgil Mihaiu, Mircea Mihăieș, Călin-Andrei Mihăilescu, Dan C. Mihăilescu, Vintilă Mihăilescu, Ruxandra Mihăilă, Lucian Mîndruță, Adriana Mocca, Cristina Modreanu, Ioan T. Morar, Ioana Morpurgo, Radu Naum, Ioana Nicolaie, Tudor Octavian, Andrei Oișteanu, Radu Paraschivescu, Horia-Roman Patapievici, Dora Pavel, Irina Petraș, Cipriana Petre, Răzvan Petrescu, Marta Petreu, Andrei Pleșu, Ioan Es. Pop, Adina Popescu, Simona Popescu, Radu Pavel Gheo, Tania Radu, Antoaneta Ralian, Ana Maria Sandu, Mircea-Horia Simionescu, Sorin Stoica, Alex Leo Șerban, Robert Șerban, Tia Șerbănescu, Cătălin Ștefănescu, Pavel Șușară, Iulian Tănase, Antoaneta Tănăsescu, Cristian Teodorescu, Lucian Dan Teodorovici, Călin Torsan, Traian Ungureanu, Constanța Vintilă-Ghițulescu, Ciprian Voicilă, Sever Voinescu; Ed. Humanitas, 2007;
- Primii mei blugi, coord. de Corina Bernic, Ed. Art, 2009;
- A scris textul albumului București, metropolă europeană, Editura Noi Media Print, 2005;
- Bookataria de texte și imagini, Clubul Ilustratorilor 2009;
- Divanul scriitoarei, Editura Limes 2010;
- Care-i faza cu cititul?, coord. de Liviu Papadima - Florin Bican, Paul Cernat, Ioan Groșan, Dan Lungu, Robert Șerban, Rodica Zane, Cezar Paul Bădescu, Laura Grunberg, Călin-Andrei Mihăilescu, Dan Sociu, Cristian Teodorescu, Călin Torsan, Ioana Bot, Mircea Cărtărescu, Fanny Chartres, Vasile Ernu, Bogdan Ghiu, Simona Popescu, Vlad Zografi, George Ardeleanu, Neagu Djuvara, Caius Dobrescu, Ioana Nicolaie, Ioana Pârvulescu, Doina Ruști; Ed. Art, 2010;
- Ce poți face cu două cuvinte, coord. de Liviu Papadima - Adina Popescu, Simona Popescu, Dan Sociu, Dan Stanciu, Grete Tartler, Florin Bican, Florin Dumitrescu, Matei Florian, Laura Grünberg, Ioana Nicolaie, Robert Șerban, Vlad Zografi, George Ardeleanu, Fanny Chartres, Adela Greceanu, Călin-Andrei Mihăilescu,Radu Paraschivescu, Doina Ruști; Ed. Art, 2012;
- Intelectuali la cratiță. Amintiri culinare și 50 de rețete - Gabriel Liiceanu, Adriana Babeți, Adriana Bittel, Ana Blandiana, Emil Brumaru, Mircea Cărtărescu, Marius Chivu, Livius Ciocârlie, Neagu Djuvara, Dan C. Mihăilescu, Ioana Nicolaie, Radu Paraschivescu, Ioana Pârvulescu, Oana Pellea, Monica Pillat, Andrei Pleșu, Tania Radu, Antoaneta Ralian, Grete Tartler, Vlad Zografi; Ed. Humanitas, 2012;
- Cui i-e frică de computer?, coord. de Liviu Papadima - Florin Bican, Marius Chivu, Florin Dumitrescu, Ioana Nicolaie, Ioana Pârvulescu, Ion Manolescu, Liviu Ornea, Elena Vlădăreanu, Tudor Călin Zarojanu, Daniela Kluz, Doina Ruști, Ana Maria Sandu, Matei Sâmihăian, Fanny Chartres, Gruia Dragomir, Laura Grünberg, Vlad Zografi; Ed. Art, 2013;
- Cartea simțurilor, coord. de Dan C. Mihăilescu; Gabriel Liiceanu, Mihai Măniuțiu, Dan C. Mihăilescu, Angelo Mitchievici, Horia-Roman Patapievici, Tania Radu, Antoaneta Ralian, Cătălin Ștefănescu, Ana Barton, Adriana Bittel, Ana Blandiana, Mircea Cărtărescu, Ioana Nicolaie, Radu Paraschivescu, Ioana Pârvulescu, Constantin Coman, Horea Paștină, Monica Pillat, Andrei Pleșu, Mihai Sârbulescu, Victor Ieronim Stoichiță; Ed. Humanitas, 2015;
- ”București 21: epopee participativă” carte experimentală, 2015;
- Lomografii, antologie, Humanitas, 2015;
- ”111 cele mai frumoase poezii de dragoste din literatura română”, Editura Nemira 2016;
- Bookătăria de texte și imagini, doi, Editura Trei, 2016;
- Uite cine vorbește, coord. de Florentina Sâmihăian, Liviu Papadima - Ioana Pârvulescu, Ioana Bot, Ladislau Daradici, Simona Popescu, Ioana Nicolaie, Radu Paraschivescu, Jan Koneffke, K.J. Mecklenfeld, Matei Sâmihăian, Mihaela Gînju, Alex Moldovan, Călin Andrei Mihăilescu, Lavinia Braniște, Adina Popescu, Alis Popa, Ana Maria Sandu, Florin Bican, Dan Stanciu, Veronica D. Niculescu, Laura Grünberg, Max-Theodor Gruenwald, Elena Vlădăreanu; Editura Arthur; 2016;
- Bucureștiul meu - Andrei Pleșu, Dan C. Mihăilescu, Ioana Pârvulescu, Tatiana Niculescu, Radu Paraschivescu, Gabriela Tabacu, Horia-Roman Patapievici, Anamaria Smigelschi, Andreea Răsuceanu, Dan Petrescu, Monica Pillat, Andrei Crăciun, Ioana Nicolaie, Adriana Bittel, Corina Ciocârlie, Marius Constantinescu, Mircea Cărtărescu, Neagu Djuvara; Ed. Humanitas, 2016;
- Scriitori la poliție, coord. de Robert Șerban - Lavinia Bălulescu, Lavinia Braniște, Ruxandra Cesereanu, Andrei Crăciun, Oxana Silviu Dachin, Péter Demény, Sorin Gherguț, Ioan Groșan, Florin Iaru, Nora Iuga, Florin Lăzărescu, V. Leac, Ștefan Manasia, Viorel Marineasa, Ioan T. Morar, Bogdan Munteanu, Ioana Nicolaie, Veronica D. Niculescu, Radu Paraschivescu, Bogdan O. Popescu, Alexandru Potcoavă, Daniela Rațiu, Adrian G. Romila, Radu Sergiu Ruba, Doina Ruști, Ana Maria Sandu, Simona Sora, Moni Stănilă, Robert Șerban, Pavel Șușară, Simona Tache, Marcel Tolcea, un cristian, Mihail Vakulovski, Radu Vancu; Editura Polirom, 2016;
  - Rezist, Editura Paralela 45, antologie de poezie; 2017;
  - Selfie, Editura Arthur, 2018;
  - 16 prozatori de azi, Editura Humanitas 2018;
  - 10x10. Născut în România, Editura Tracus Arte, 2018;
  - Lumea-n gamă marțiană, 2019, Editura Arthur;
  - Cartea întâmplărilor, 2019, Editura Humanitas;
  - Un secol de poezie feminină, Editura Cartier, 2019;
  - Europa28, antologie în care sunt cuprinse 28 de figuri feminine proeminente ale Europei; scrie eseul Inside the Coffer’, martie 2020;
  - Amintiri de la Humanitas, Editura Humanitas 2020;
  - Să fim anonimi ca dovlecii. Povești cu Emil Brumaru, Editura Muzeelor Literare, Iași; 2020;
  - Literatura la feminin, Editura Seneca, 2021;
  - Colecția de 5 volume  poezie de la Muzeul Literaturii Române Iași;
  - 10x5 întâlniri în Levant, antologie coordonată de Lucian Dan Teodorovici, Galeria Artep, Iași 2022 (după serigrafii Sorin Ilfoveanu);
  - Biblioteca lui Gelu, Editura Cartex 2023, volum de interviuri;
  - Lucruri mărunte, volum colectiv, Editura Casa Muzeelor Iași, 2023;
  - Jocuri și Jucării, volum colectiv, Editura Arthur, 2023.

Cărți audio:
- Aventurile lui Arik, în lectura autoarei, Editura Casa Radio, 2016;

Traduceri:
- Der Norden (Nordul) Pop Verlag, Germania, 2008, în traducerea Evei Wemme;
- Himlen i magen (Cerul din burtă) 10TAL Bok, Suedia, în traducerea lui Inger Johansson, 2013;
- Cerul din burtă a apărut în 2014 în bulgară.
- Ptica na zici, Plato, 2014, în sârbă;
- Autoimun, Editura Faber, 2017, în bulgară;
- Der Himmel im Bauch, Pop Verlag, 2018.

Antologii și reviste (selecție):
- Om jag inte får tala med någon nu (Dacă nu am cu cine vorbi acum) Suedia, 2011;
- Poésie 2003: Roumanie, territoire d’Orphée, Théâtre Molière/ Maison de la Poésie, Paris 2003;
- New European Poets, Graywolf Press, Minnesota 2008 și Poetry Wales, iarna 2009-2010;
- Cimarron Review, Oklahoma State University, Stillwater, summer 2010,
- The Vanishing Point that Whistles. An Anthology of Contemporary Romanian Poetry, editura Talisman House 2012; antologie de Paul Doru Mugur, Adam J. Sorkin și Claudia Serea.

Susține lecturi publice la  festivaluri internaționale de poezie și la târguri de carte în Slovenia, Bulgaria, Austria, Suedia, Germania, Statele Unite și Italia. Prinsă în proiectul de promovare a literaturii europene Metropoezia, derulat în Varșovia în 2008.
Dorothea Fleiss, artist plastic din Germania, a realizat plecând de la câteva poeme din „Der Norden” mai multe cărți-obiect, expuse apoi la importante manifestări internaționale  de artă.
Selecții din versurile autoarei au apărut în Franța, Anglia, SUA, Germania, Austria, Canada, Suedia, Polonia și Bulgaria.;
Colaborări la revistele literare:
Articole, interviuri, studii și poezii în revistele România literară, Observator Cultural,  Dilema, Dilemateca, Vineri, Interval, Apostrof, Contrapunct, Vatra, Revista 22, Noua Literatură, Bucureștiul Cultural, Steaua etc. În 2002– 2003, publică o serie de articole despre traduceri din literaturile est-europene în Observator Cultural.

## Premii și distincții
- Premiul Național de Proză, Ziarul de Iași pentru romanul ”Cartea Reghinei”, 2020;
- Premiul Radio România Cultural pentru romanul ”Cartea Reghinei”, 2020;
- Premiul Observator Lyceum pentru ”Cartea Reghinei”, 2020;
- Premiul Agenția de Carte pentru ”Cartea Reghinei”, 2020;
- Premiul Revistei Ateneu pentru romanul ”Pelinul negru”, 2017;
- Premiul Cartea Anului în urma votului online Cititorul știe mai mult, pentru ”Pelinul negru”, 2018;
- Premiul USR Cartea Anului pentru ”Autoimun”, versuri, 2014.

## Viața personală
Ioana Nicolaie este căsătorită cu autorul și profesorul universitar Mircea Cărtărescuiar în vara anului 2020 s-au cununat religios după 22 de ani de conviețuire.